# Туризм в Чехии

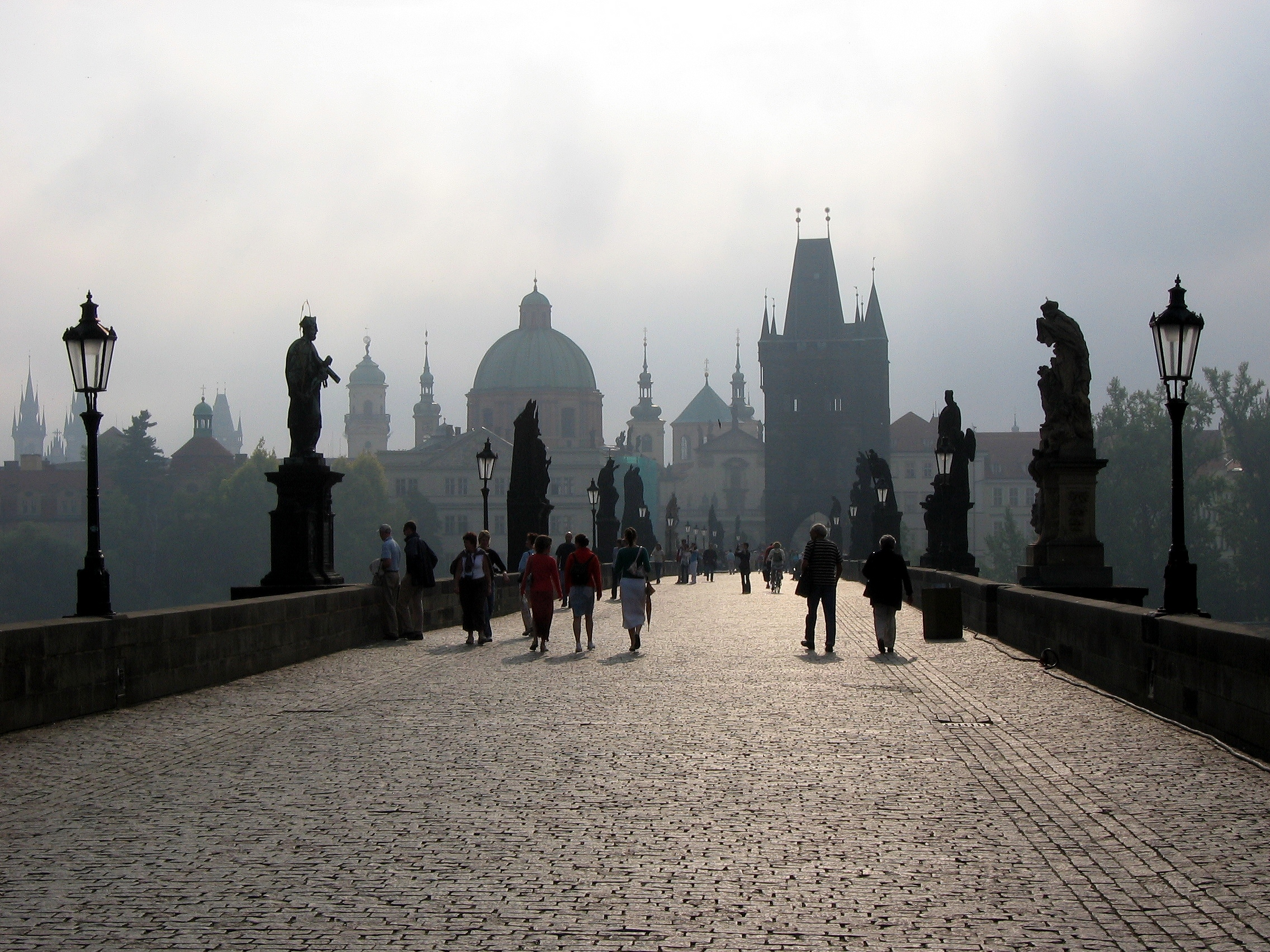
Карлов мост в Праге

Тури́зм в Чехии — одна из основных отраслей экономики Чехии. Чехия, как страна, богатая историческими и природными достопримечательностями и известная своей кухней и естественными курортами, привлекает туристов из многих стран мира. Наиболее привлекательна для туристов Прага, также часто посещаются замок Карлштейн, Кутна-Гора, Чески-Крумлов и Леднице.

## Туризм в экономике Чехии
Чешская экономика получает значительные доходы от туризма. В 2001 году общие доходы от туризма достигли 118,13 млрд крон, что составляло 5,5 % от ВВП. С 2003 по 2007 год доля доходов от туризма в ВВП упала с 3,5 % до 2,9 % и оставалась на этом уровне в следующие два года, однако в абсолютном исчислении доход от туризма вырос с 90,79 до 104,29 миллиардов крон между 2003 и 2009 годом. Свыше 171 тысячи граждан Чехии были в 2009 году заняты в сфере туризма на постоянной основе.
В 2010 году Чехию посетили 6,3 миллиона туристов, на пять процентов больше, чем за год до того, а доход от туризма составил 127,4 миллиарда крон. Наибольшее количество туристов прибывает из Германии (405,5 тысяч за III квартал 2010 и 265 тысяч за I квартал 2011 года) и России (126 тысяч за III квартал 2010 и 113 тысяч за I квартал 2011 — рост на 42 % по сравнению с I кварталом 2010 года).

## Туристические центры
Наиболее посещаемый туристами город в Чешской Республике — столица Прага на реке Влтава с Пражским Градом и Старым городом. Кроме Праги, есть много других городов Чехии, привлекательных для туристов — в частности, исторические объекты, такие как Кутна-Гора, Чески-Крумлов, Карлштейн, Шпиндлерув-Млин или Ледницко-Валтицкий комплекс, а также бальнеологические курорты: Карловы Вары, Марианске-Лазне, Подебрады и Франтишкови-Лазне. Чешские бальнеологические курорты посетили за первый квартал 2011 года более 150 тысяч человек.
Основные зоны отдыха за пределами городов: Чешская Швейцария, Чешский карст, Чешский рай, Крконоше, Национальный парк Шумава.

## Вино
Хотя Чехия широко славится своим пивом, на юге страны развито виноделие. В частности, в Моравии, которая известна своими белыми винами. Кроме того, в Центральной Богемии на Эльбе также есть виноградники.

## Галерея

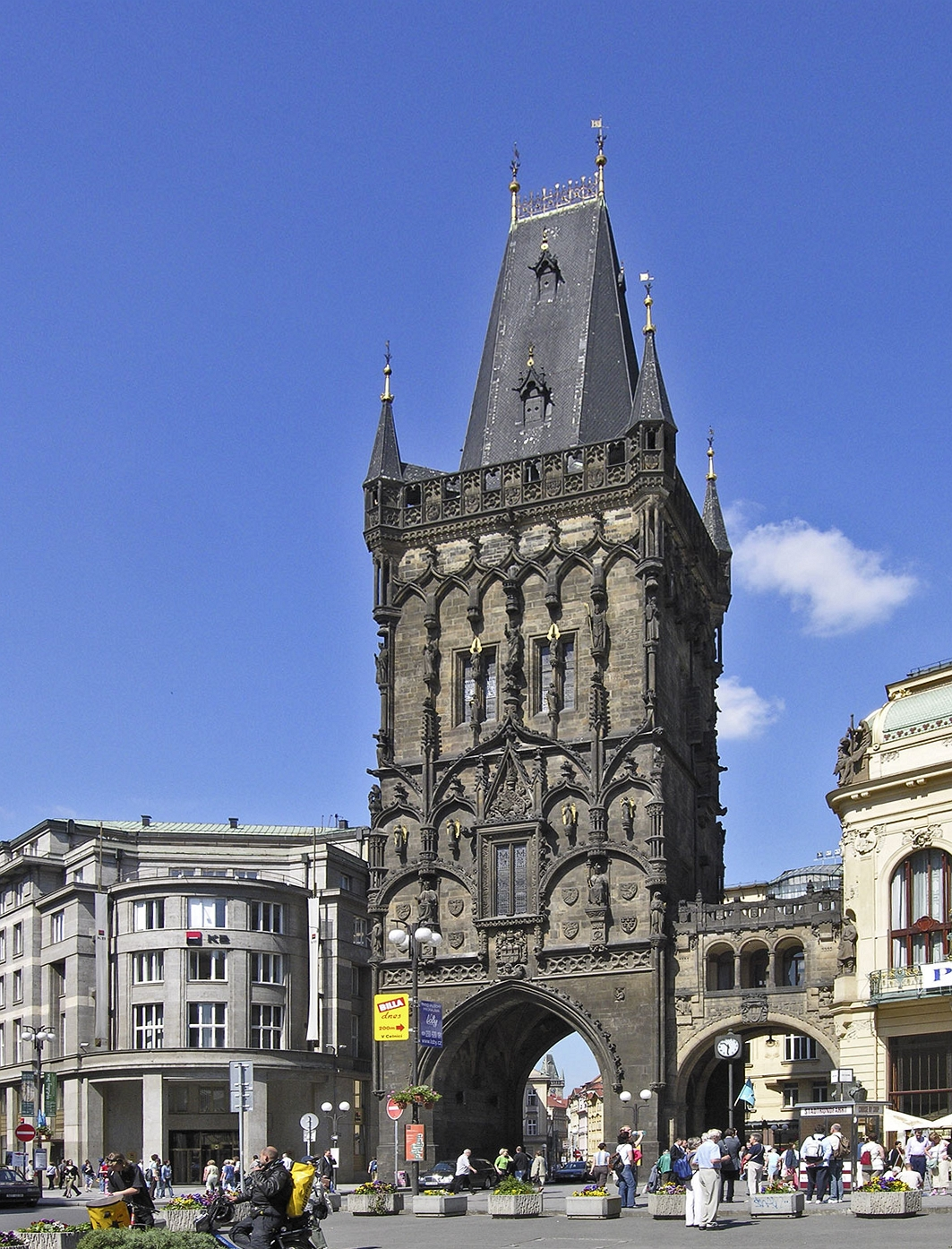
Пороховая башня в Праге
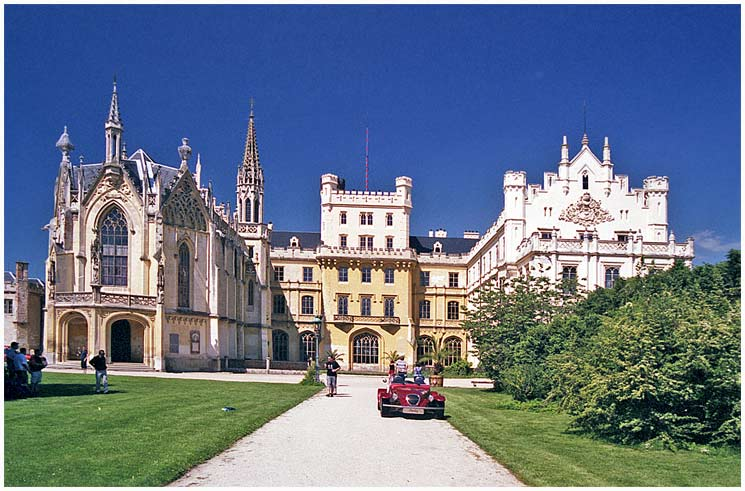
Дворец князей Лихтенштейна в Леднице
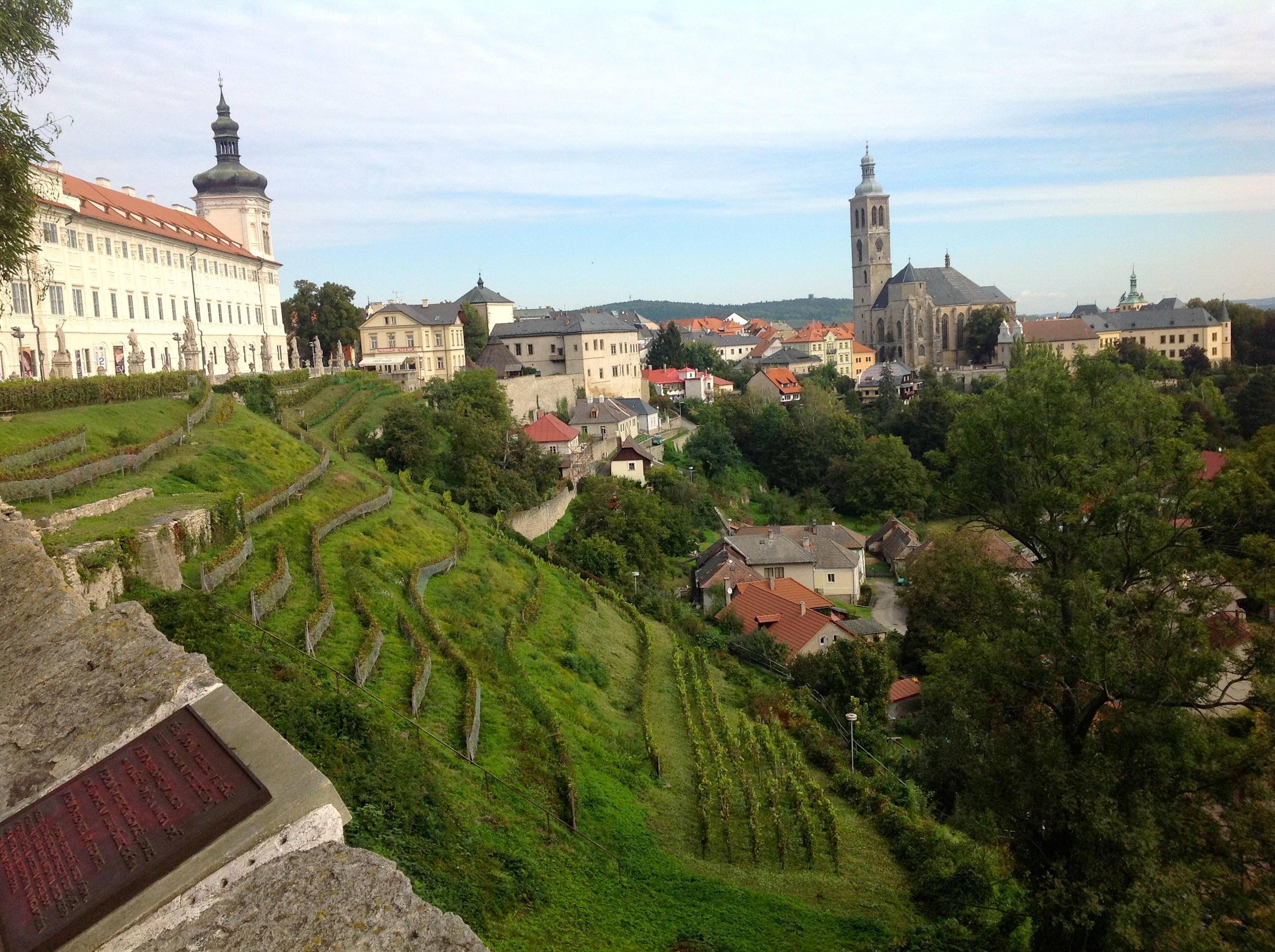
Кутна-Гора - город в  Среднечешском крае
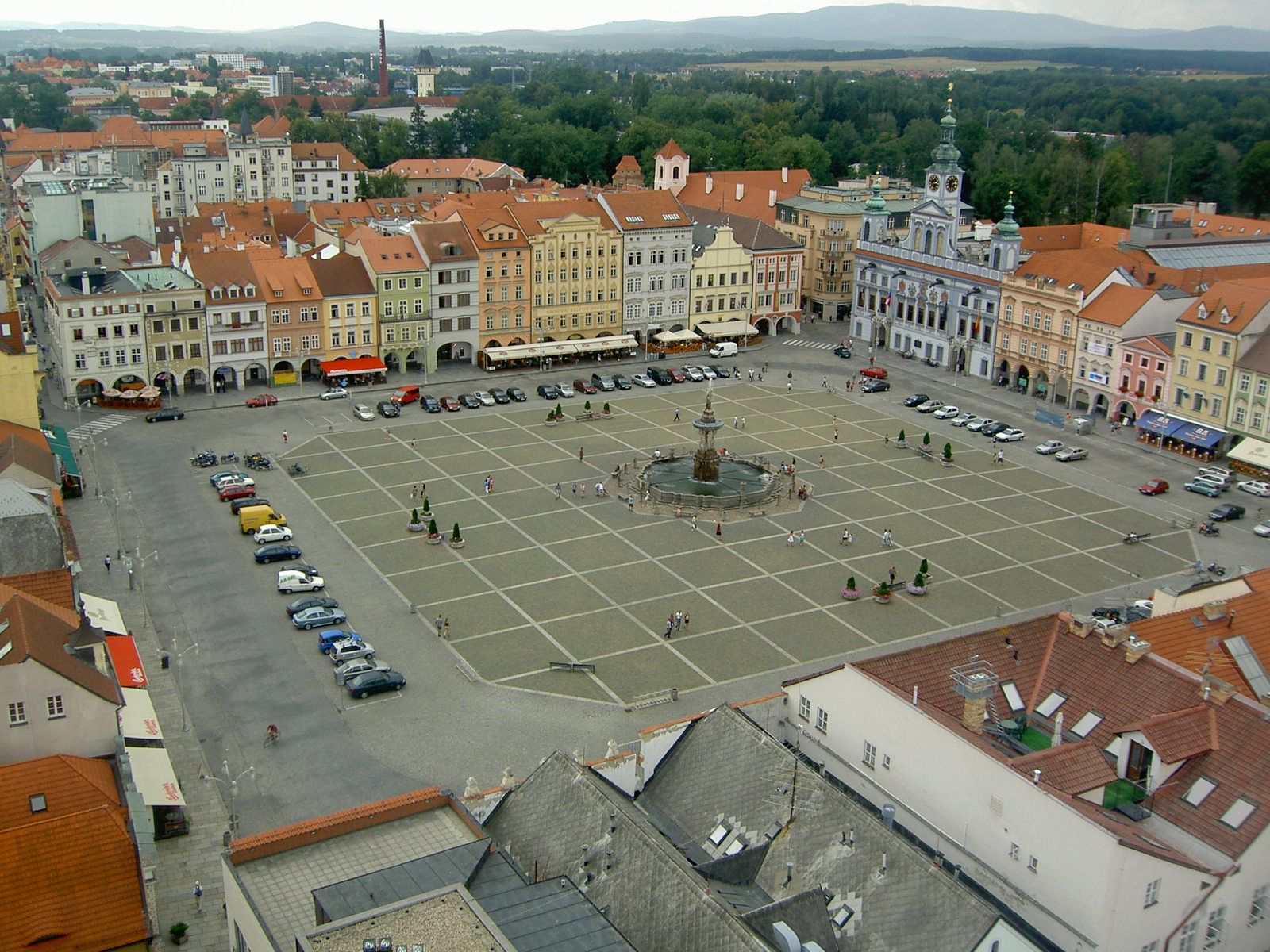
Городская площадь в Ческе-Будеёвице
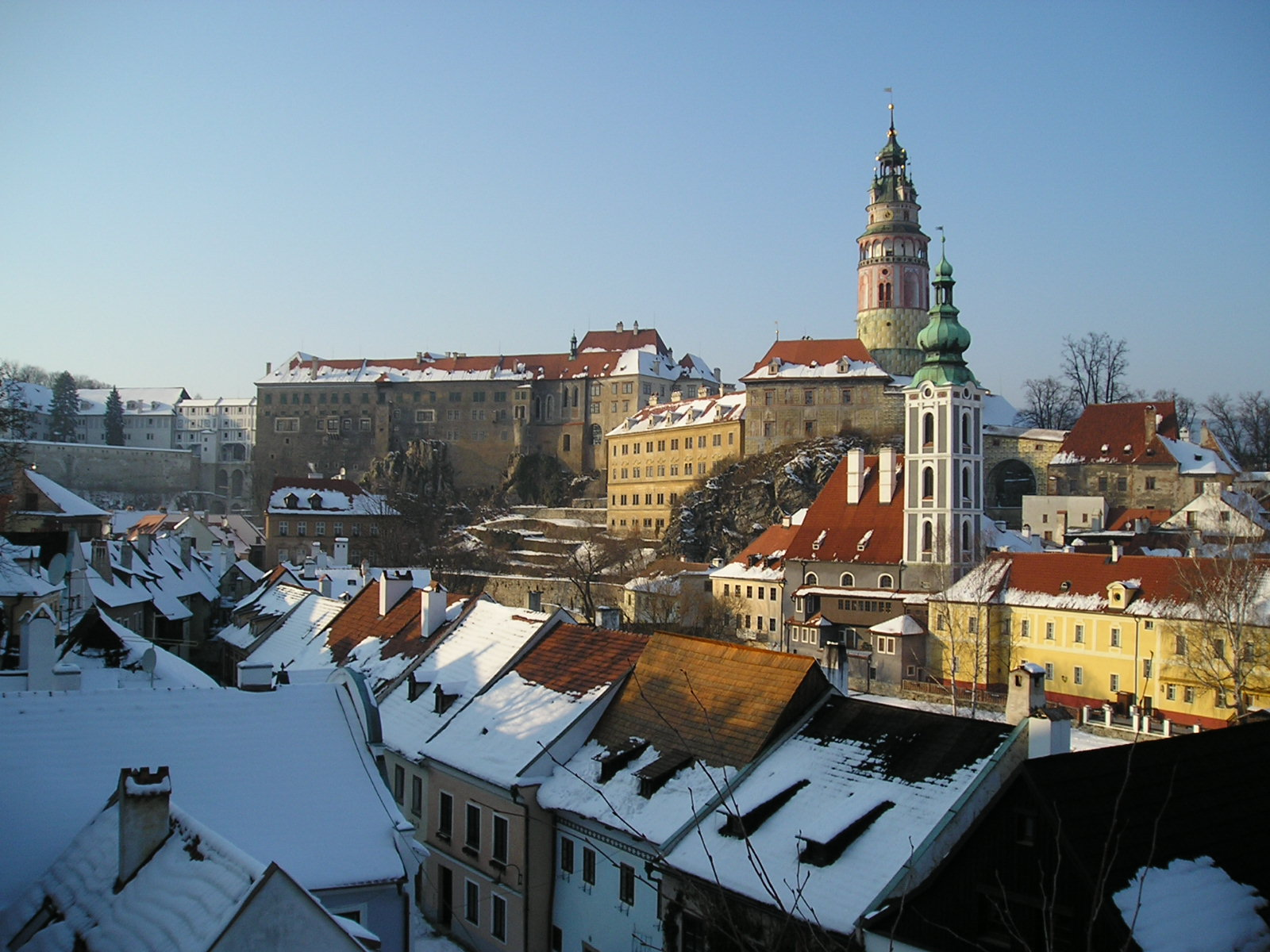
Замок в городе Чески-Крумлов
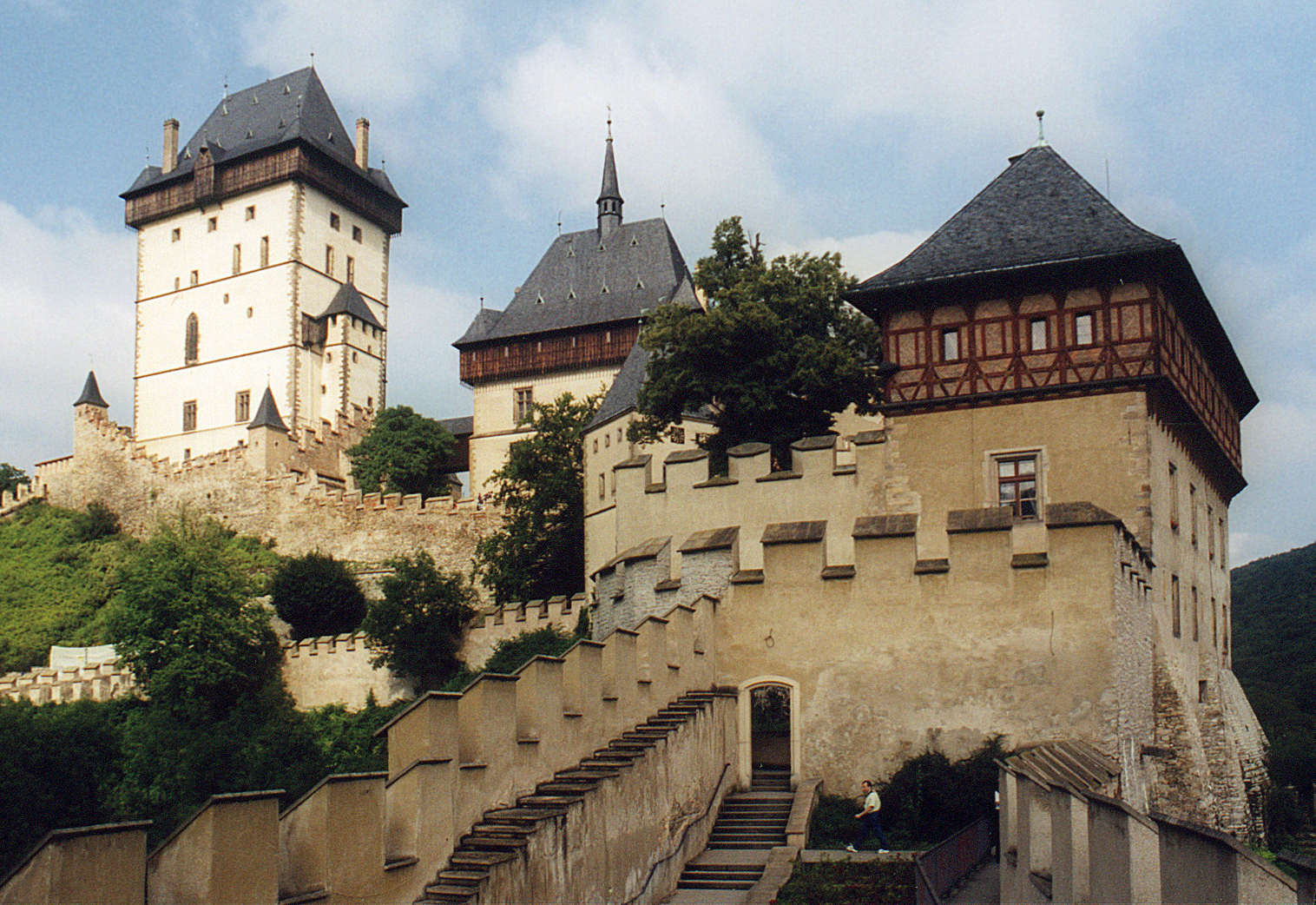
Замок Карлштейн.
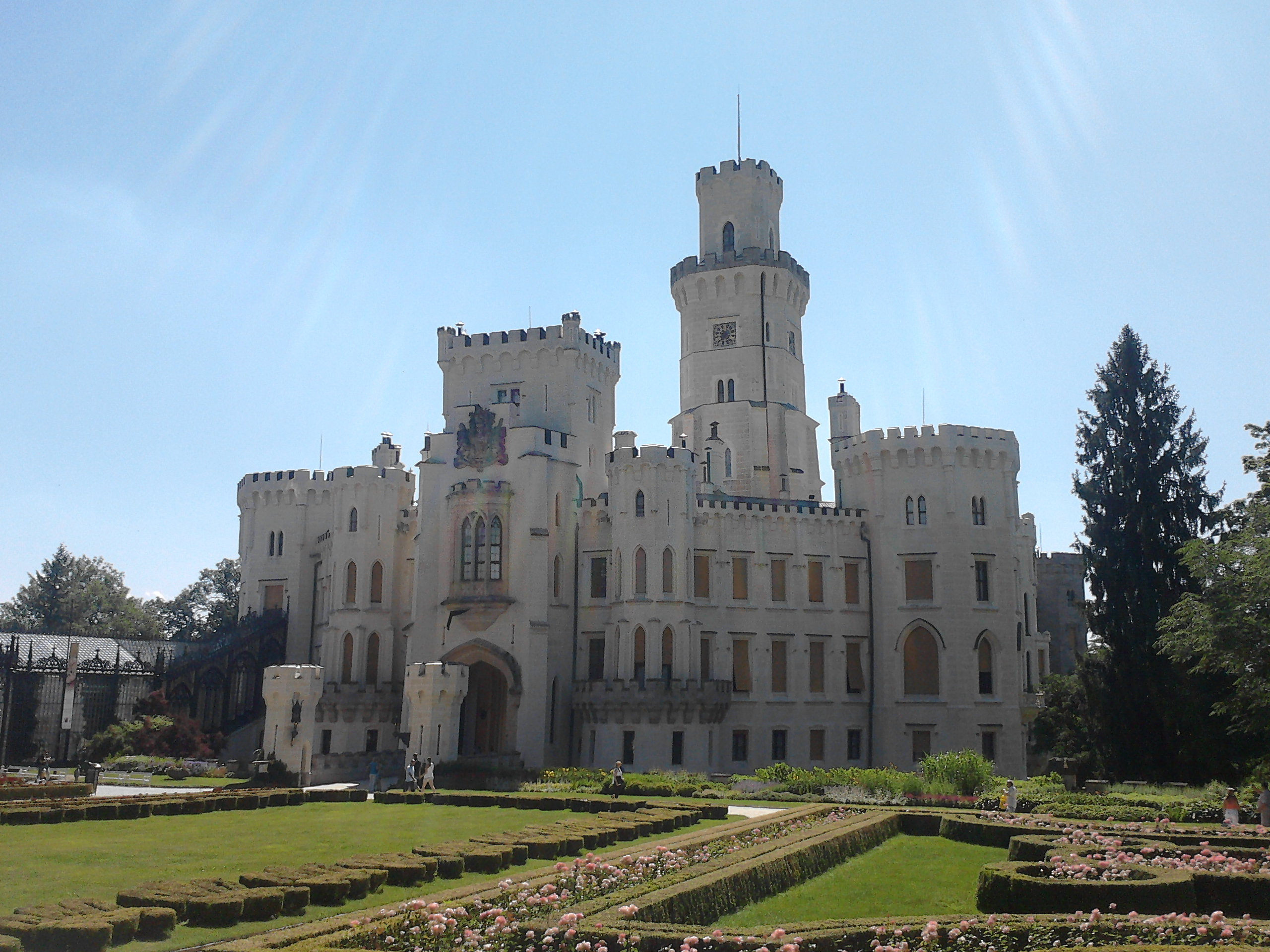
Замок Глубока.
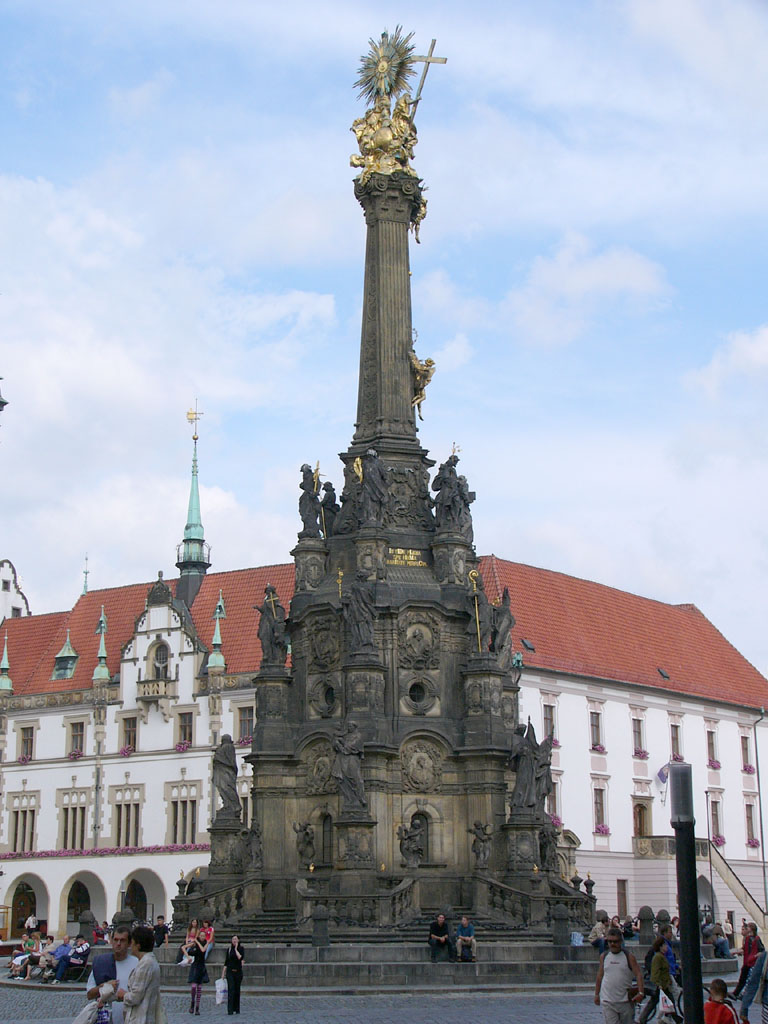
Колонна Пресвятой Троицы, Оломоуц